# Klein-Winternheim
Klein-Winternheim település Németországban, Rajna-vidék-Pfalz tartományban. Lakosainak száma 3716 fő (2023. december 31.).

## Népesség
A település népességének változása:
| Lakosok száma | 1727 | 3642 | 3593 | 3619 | 3746 | 3716 |
|               | 1975 | 2017 | 2019 | 2021 | 2022 | 2023 |